# Maurizio Lanzaro
Maurizio Lanzaro (Napoli, 14 marzo 1982) è un allenatore di calcio ed ex calciatore italiano, di ruolo difensore, tecnico del San Luca.

## Biografia
Il 27 maggio 2007 è diventato cittadino onorario di Reggio Calabria.

## Carriera

### Giocatore

#### Club

##### Inizi: Roma e prestiti
Tesserato nel 1995 dalla Roma, ha militato nelle giovanili del club capitolino fino al 1998, anno in cui è stato aggregato alla rosa della prima squadra. Ha debuttato in Serie A il 9 maggio 1999, in Piacenza-Roma (2-0). all’età di 17 anni e 56 giorni. Nella stagione successiva è sceso in campo solamente in Roma-Cagliari (0-1) del 12 gennaio 2000, gara di andata dei quarti di finale di Coppa Italia. Confermato per la stagione 2000-2001, è sceso in campo solamente in Amburgo-Roma (0-3), gara di ritorno del terzo turno di Coppa UEFA. Nel gennaio 2001 si è trasferito in prestito al Verona, club militante in Serie A. Il debutto con il club scaligero è avvenuto l'11 febbraio 2001, in Verona-Bari (3-2). Con il club gialloblu ha collezionato, in totale, quattro presenze in campionato. Nella stagione 2001-2002 ha giocato, sempre in prestito, in Serie B con la maglia del Palermo. Ha debuttato nel campionato cadetto il 20 gennaio 2002, nell'incontro Cagliari-Palermo (4-0). Con il club rosanero ha totalizzato 14 presenze in Serie B e una in Coppa Italia. Nella stagione 2002-2003 si è nuovamente trasferito prestito nel campionato cadetto, accasandosi al Cosenza. Il debutto con la nuova maglia è avvenuto il 18 agosto 2002, in Cosenza-Bari (0-1), gara valevole per la Coppa Italia. Il debutto in campionato, invece, è datato 21 settembre 2001, in Napoli-Cosenza (1-2). Con il club rossoblù ha collezionato, in totale, 27 presenze in campionato e due in Coppa Italia. Nella stagione 2003-2004 è passato all'Empoli, sempre a titolo temporaneo, club militante in massima serie. Ha esordito in maglia azzurra il 20 settembre 2003, nel match di campionato Siena-Empoli (4-0). Con il club toscano ha collezionato, in totale, 8 presenze in campionato e due in Coppa Italia.

##### 2004-2010: Salernitana, Genoa e Reggina
Nell'agosto 2004 si è trasferito a titolo definitivo alla Salernitana, club militante in Serie B. L'esordio con la nuova maglia è datato 11 settembre 2004, nell'incontro di campionato Salernitana-Treviso (0-0). Con il club campano ha disputato un campionato da titolare, collezionando in totale 34 presenze e una rete in campionato, oltre a due presenze in Coppa Italia. Rimasto svincolato, il 4 luglio 2005 viene ufficializzato il suo ingaggio da parte del Genoa, club neopromosso in Serie A. In seguito alla retrocessione d'ufficio del club in Serie C1, il 22 agosto 2005 rescinde il proprio contratto. Il giorno dopo viene ufficializzato il trasferimento alla Reggina, compagine militante in massima serie. Il debutto in maglia amaranto è avvenuto il 24 settembre 2005, nell'incontro di campionato Reggina-Udinese (2-0). Ha militato nel club amaranto per cinque stagioni, quattro in Serie A e una in Serie B, collezionando complessivamente 146 presenze e due reti in campionato, oltre a 8 presenze in Coppa Italia. Al termine della stagione 2009-2010 non rinnova e, dopo cinque stagioni nel club calabrese, rimane svincolato.

##### 2010-2016: dal Real Saragozza al Foggia
L'8 settembre 2010 ha trovato un accordo annuale con possibilità di rinnovo con gli spagnoli del Real Saragozza. È così diventato il terzo italiano a giocare nel club, dopo Marco Lanna e Matteo Contini. L'esordio nella Liga spagnola è avvenuto il 26 settembre 2010, in Atlético Madrid-Real Saragozza (1-0): schierato titolare, è uscito al 65' per far posto a Nicolás Bertolo. Nella partita Valencia-Real Saragozza (1-1) del 30 ottobre 2010, ha realizzato un'autorete, ma ha anche messo a segno il suo primo gol con la maglia della squadra aragonese. Ha concluso la stagione con 17 presenze in campionato e una in Coppa del Re. Al termine della stagione ha rinnovato il proprio contratto fino al 2013. Nella stagione 2011-2012 ha mantenuto il posto da titolare, totalizzando 25 presenze in campionato e una in Coppa del Re. Nella stagione 2012-2013, invece, ha collezionato una sola presenza in campionato, in Real Valladolid-Real Saragozza (2-0), e una sola presenza in Coppa del Re, in occasione della partita di ritorno dei quarti di finale persa per 4-0 contro il Siviglia. Con il club aragonese ha collezionato, in totale, 43 presenze e due reti in campionato, oltre a tre presenze in Coppa del Re. Rimasto svincolato, il 29 agosto 2013 è tornato in Italia, trasferendosi alla Juve Stabia, in Serie B. L'esordio in maglia gialloblu è avvenuto il 14 settembre 2013, in Juve Stabia-Siena (2-2). Il successivo 22 settembre ha siglato la sua prima rete con le vespe, realizzando la rete del momentaneo 0-1 in Cittadella-Juve Stabia (0-2). Con il club gialloblu ha collezionato, in totale, 23 presenze e tre reti. Il 16 luglio 2014 è passato alla Salernitana, club militante in Lega Pro, tornando in granata dopo nove stagioni. Il secondo debutto in maglia granata è avvenuto il 20 settembre 2014, in Vigor Lamezia-Salernitana (0-1). Nella prima stagione con il club granata ha vinto il campionato e la Coppa Italia Lega Pro. Confermato anche per la stagione successiva, il 18 gennaio 2016 ha rescisso il proprio contratto con la Salernitana. Il 20 gennaio 2016 viene ufficializzato il suo ingaggio da parte del Foggia, club militante in Lega Pro. Il debutto in maglia rossonera è avvenuto quattro giorni dopo, in Catanzaro-Foggia (0-3). Con il club rossonero ha collezionato, in totale, 5 presenze in campionato e una nella Coppa Italia Lega Pro.

##### Ultimi anni: dal Melfi al Tarazona
Il 9 agosto 2016 ha rescisso il proprio contratto con il Foggia. Il successivo 12 ottobre il Melfi, club di Lega Pro, ne ha ufficializzato l'ingaggio. Con il club gialloverde ha disputato solamente un incontro di campionato, Melfi-Monopoli (3-2) del 27 novembre 2016. Al termine della stagione rimane svincolato. Nel luglio 2017 a Coverciano ha iniziato il corso da allenatore UEFA B, per ottenere il patentino da allenatore in Serie D. Il 18 ottobre 2017 viene ufficializzato il suo trasferimento all'Ejea, club spagnolo militante in Tercera División. Il 17 gennaio 2018 si è accasato al Tarazona, sempre in Tercera División, club con cui ha concluso la propria carriera da calciatore. Nel 2023 firma con gli spagnoli del Delicias

#### Nazionale
Fra il 1999 e il 2003 è stato convocato nell'Under-16, nell'Under-18, nell'Under-19 e nell'Under-21.

### Allenatore
Nel 2009 fonda l'omonima scuola calcio .Il 19 dicembre 2017 è entrato nello staff tecnico del Racing Saragozza. Nell'estate 2018 è diventato tecnico dell'Huracán Valencia. Il 5 marzo 2022, viste le numerose sconfitte, viene assunto nello staff tecnico del Seregno Calcio, militante in Serie C, come allenatore in seconda. Il 28 marzo, a causa un periodo di assenza dell'allenatore Alberto Mariani, viene nominato ad interim tecnico del club azzurro. Nonostante i sei risultati utili consecutivi con Lanzaro alla guida del club, al termine della stagione la squadra retrocede in Serie D dopo i play-out, in virtù del peggior piazzamento in classifica rispetto alla Pro Sesto. Confermato per la stagione successiva, viene esonerato il 1º novembre 2022.
Nell'estate 2024 assume la guida del San Luca, squadra calabrese, appena retrocessa in Eccellenza.

## Statistiche

### Presenze e reti nei club
| Stagione              | Squadra               | Campionato            | Campionato | Campionato | Coppe nazionali | Coppe nazionali | Coppe nazionali | Coppe continentali | Coppe continentali | Coppe continentali | Altre coppe | Altre coppe | Altre coppe | Totale | Totale |
| Stagione              | Squadra               | Comp                  | Pres       | Reti       | Comp            | Pres            | Reti            | Comp               | Pres               | Reti               | Comp        | Pres        | Reti        | Pres   | Reti   |
| --------------------- | --------------------- | --------------------- | ---------- | ---------- | --------------- | --------------- | --------------- | ------------------ | ------------------ | ------------------ | ----------- | ----------- | ----------- | ------ | ------ |
| 1998-1999             | Roma                  | A                     | 1          | 0          | CI              | 0               | 0               | -                  | -                  | -                  | -           | -           | -           | 1      | 0      |
| 1999-2000             | Roma                  | A                     | 0          | 0          | CI              | 1               | 0               | -                  | -                  | -                  | -           | -           | -           | 1      | 0      |
| 2000-gen. 2001        | Roma                  | A                     | 0          | 0          | CI              | 0               | 0               | CU                 | 1                  | 0                  | -           | -           | -           | 1      | 0      |
| Totale Roma           | Totale Roma           | Totale Roma           | 1          | 0          |                 | 1               | 0               |                    | 1                  | 0                  |             | -           | -           | 3      | 0      |
| gen.-giu. 2001        | Verona                | A                     | 4          | 0          | CI              | -               | -               | -                  | -                  | -                  | -           | -           | -           | 4      | 0      |
| 2001-2002             | Palermo               | B                     | 14         | 0          | CI              | 1               | 0               | -                  | -                  | -                  | -           | -           | -           | 15     | 0      |
| 2002-2003             | Cosenza               | B                     | 27         | 0          | CI              | 2               | 0               | -                  | -                  | -                  | -           | -           | -           | 29     | 0      |
| 2003-2004             | Empoli                | A                     | 8          | 0          | CI              | 2               | 0               | -                  | -                  | -                  | -           | -           | -           | 10     | 0      |
| 2004-2005             | Salernitana           | B                     | 34         | 1          | CI              | 2               | 0               | -                  | -                  | -                  | -           | -           | -           | 36     | 1      |
| 2005-2006             | Reggina               | A                     | 21         | 0          | CI              | -               | -               | -                  | -                  | -                  | -           | -           | -           | 21     | 0      |
| 2006-2007             | Reggina               | A                     | 32         | 0          | CI              | 3               | 0               | -                  | -                  | -                  | -           | -           | -           | 35     | 0      |
| 2007-2008             | Reggina               | A                     | 33         | 0          | CI              | 2               | 0               | -                  | -                  | -                  | -           | -           | -           | 35     | 0      |
| 2008-2009             | Reggina               | A                     | 28         | 0          | CI              | 2               | 0               | -                  | -                  | -                  | -           | -           | -           | 30     | 0      |
| 2009-2010             | Reggina               | B                     | 32         | 2          | CI              | 2               | 0               | -                  | -                  | -                  | -           | -           | -           | 34     | 2      |
| Totale Reggina        | Totale Reggina        | Totale Reggina        | 146        | 2          |                 | 9               | 0               |                    | -                  | -                  |             | -           | -           | 155    | 2      |
| set. 2010-2011        | Real Saragozza        | PD                    | 17         | 1          | CR              | 1               | 0               | -                  | -                  | -                  | -           | -           | -           | 18     | 1      |
| 2011-2012             | Real Saragozza        | PD                    | 25         | 1          | CR              | 1               | 0               | -                  | -                  | -                  | -           | -           | -           | 26     | 1      |
| 2012-2013             | Real Saragozza        | PD                    | 1          | 0          | CR              | 1               | 0               | -                  | -                  | -                  | -           | -           | -           | 2      | 0      |
| Totale Real Saragozza | Totale Real Saragozza | Totale Real Saragozza | 43         | 2          |                 | 3               | 0               |                    | -                  | -                  |             | -           | -           | 46     | 2      |
| 2013-2014             | Juve Stabia           | B                     | 23         | 3          | CI              | -               | -               | -                  | -                  | -                  | -           | -           | -           | 23     | 3      |
| 2014-2015             | Salernitana           | LP                    | 33         | 0          | CI+CI-LP        | 1               | 0               | -                  | -                  | -                  | SLP         | 1           | 1           | 35     | 1      |
| 2015-gen. 2016        | Salernitana           | B                     | 17         | 0          | CI              | 3               | 0               | -                  | -                  | -                  | -           | -           | -           | 20     | 0      |
| Totale Salernitana    | Totale Salernitana    | Totale Salernitana    | 84         | 1          |                 | 6               | 0               |                    | -                  | -                  |             | 1           | 1           | 91     | 2      |
| gen.-giu. 2016        | Foggia                | LP                    | 5          | 0          | CI-LP           | 1               | 0               | -                  | -                  | -                  | -           | -           | -           | 6      | 0      |
| 2016-2017             | Melfi                 | LP                    | 1          | 0          | CI-LP           | 0               | 0               | -                  | -                  | -                  | -           | -           | -           | -      | -      |
| Totale carriera       | Totale carriera       | Totale carriera       | 313        | 8          |                 | 22              | 0               |                    | 1                  | 0                  |             | 1           | 1           | 337    | 9      |

### Statistiche da allenatore
Statistiche aggiornate al 20 novembre 2022.
| Stagione        | Squadra         | Campionato      | Campionato | Campionato | Campionato | Campionato | Coppe nazionali | Coppe nazionali | Coppe nazionali | Coppe nazionali | Coppe nazionali | Coppe continentali | Coppe continentali | Coppe continentali | Coppe continentali | Coppe continentali | Altre coppe | Altre coppe | Altre coppe | Altre coppe | Altre coppe | Totale | Totale | Totale | Totale | % Vittorie |
| Stagione        | Squadra         | Comp            | G          | V          | N          | P          | Comp            | G               | V               | N               | P               | Comp               | G                  | V                  | N                  | P                  | Comp        | G           | V           | N           | P           | G      | V      | N      | P      | %          |
| --------------- | --------------- | --------------- | ---------- | ---------- | ---------- | ---------- | --------------- | --------------- | --------------- | --------------- | --------------- | ------------------ | ------------------ | ------------------ | ------------------ | ------------------ | ----------- | ----------- | ----------- | ----------- | ----------- | ------ | ------ | ------ | ------ | ---------- |
| 2021-2022       | Seregno         | C               | 4+2        | 0+0        | 4+2        | 0+0        | CI-C            | -               | -               | -               | -               | -                  | -                  | -                  | -                  | -                  | -           | -           | -           | -           | -           | 6      | 0      | 6      | 0      | &0,00      |
| 2022-2023       | Seregno         | D               | 9          | 3          | 4          | 2          | D               | 1               | -               | -               | 1               | -                  | -                  | -                  | -                  | -                  | -           | -           | -           | -           | -           | 10     | 3      | 4      | 3      | 30,00      |
| Totale carriera | Totale carriera | Totale carriera | 15         | 3          | 10         | 3          |                 | 1               | -               | -               | 1               |                    | -                  | -                  | -                  | -                  |             | -           | -           | -           | -           | 16     | 3      | 10     | 3      | 18,75      |

## Palmarès

### Club

#### Competizioni nazionali
- Campionato italiano Lega Pro: 1

Salernitana: 2014-2015
- Coppa Italia Lega Pro: 1

Foggia: 2015-2016
- Campionato italiano: 1

Roma: 2000-2001